# Metropolitanstadt Neapel
Die Metropolitanstadt Neapel (italienisch Città Metropolitana di Napoli) ist eine Metropolitanstadt in der italienischen Region Kampanien. Sie besteht als Rechtsnachfolgerin der ehemaligen Provinz Neapel (italienisch Provincia di Napoli) seit dem 1. Januar 2015.
Hauptstadt ist Neapel, das zugleich Hauptstadt Kampaniens ist. Die Metropolitanstadt, die sich auf dem Gebiet der ehemaligen Provinz erstreckt, hatte zuletzt auf einer Fläche von 1171 km² 2.970.974 Einwohner (Stand 31. Dezember 2023) in 92 Gemeinden. Damit hat die Metropolitanstadt Neapel die höchste Bevölkerungsdichte aller italienischen Provinzen und Metropolitanstädte.

## Tourismus

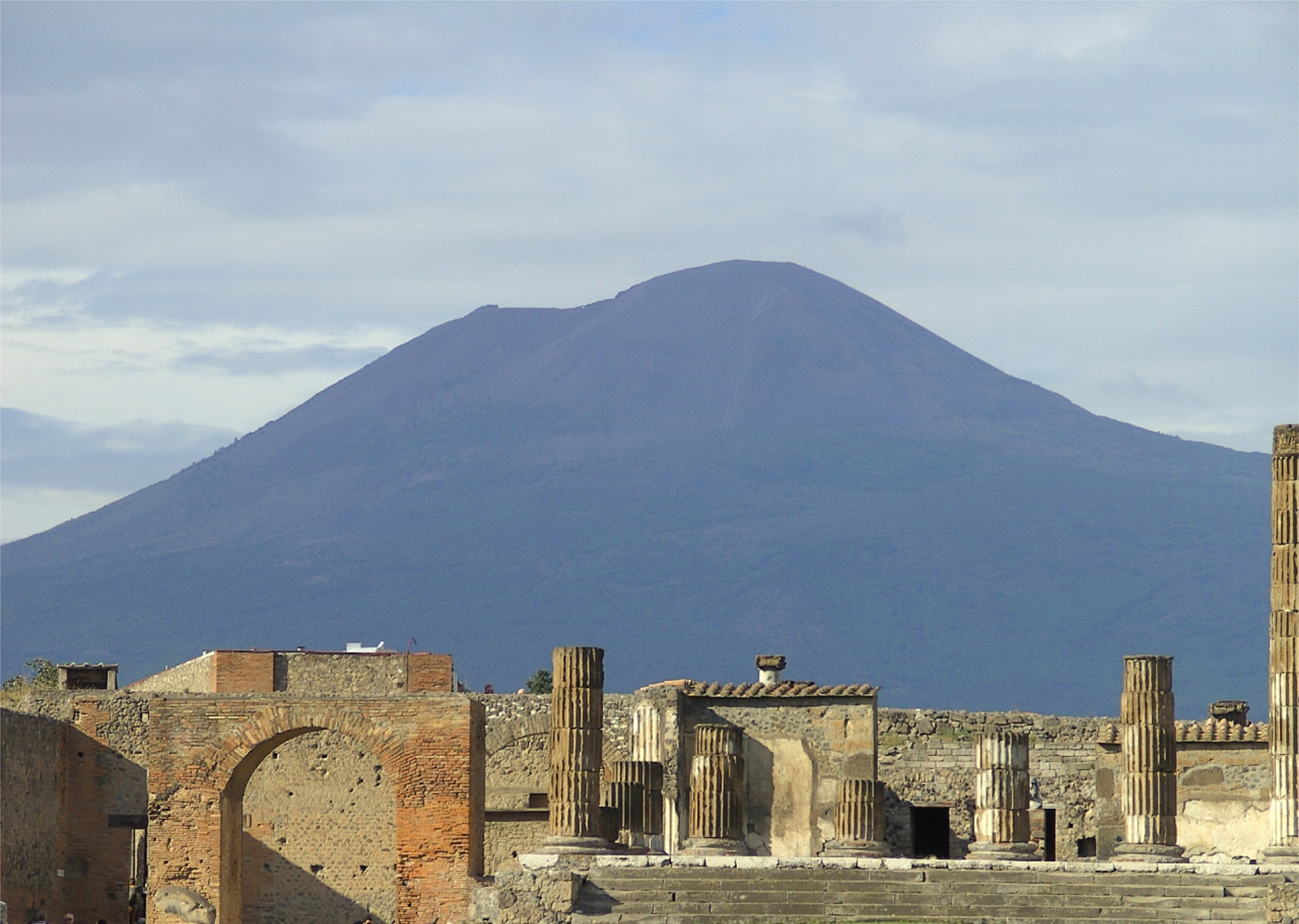
Das antike Pompeji mit dem Vulkan Vesuv im Hintergrund

Das Gebiet der Metropolitanstadt Neapel ist ein beliebtes Reiseziel in- und ausländischer Touristen. Als touristisch herausragende Orte sind zu nennen:
- Ercolano, Pompei und die angrenzenden archäologischen Stätten des Ausbruchs des Vesuvs 79 n. Chr.
- Der Kampanische Archipel
- Die Stadt Neapel
- Die Stadt Sorrent
- Der Vesuv
- Die Insel Capri
- Die Insel Ischia

## Die größten Gemeinden
(Einwohnerzahlen Stand 31. Dezember 2023)
| Gemeinde                | Einwohner |
| ----------------------- | --------- |
| Neapel                  | 913.704   |
| Giugliano in Campania   | 124.209   |
| Torre del Greco         | 80.069    |
| Pozzuoli                | 76.255    |
| Casoria                 | 73.814    |
| Castellammare di Stabia | 62.471    |
| Afragola                | 61.713    |
| Marano di Napoli        | 57.740    |
| Acerra                  | 58.507    |
| Portici                 | 51.901    |
| Ercolano                | 49.790    |
| Casalnuovo di Napoli    | 46.876    |
| San Giorgio a Cremano   | 42.096    |
| Torre Annunziata        | 40.036    |
| Quarto                  | 41.330    |
| Pomigliano d’Arco       | 39.803    |
| Melito di Napoli        | 36.334    |
| Caivano                 | 36.024    |
| Somma Vesuviana         | 33.557    |
| Mugnano di Napoli       | 35.069    |
| Arzano                  | 31.938    |
| Nola                    | 33.843    |
| Sant’Antimo             | 32.409    |
| Villaricca              | 31.482    |
| San Giuseppe Vesuviano  | 30.400    |
| Frattamaggiore          | 28.595    |
| Marigliano              | 29.302    |
| Gragnano                | 27.830    |
| Boscoreale              | 25.933    |
| Sant’Anastasia          | 26.202    |
| Bacoli                  | 25.195    |
| Qualiano                | 24.651    |
| Pompei                  | 23.800    |
| Volla                   | 25.664    |
| Ottaviano               | 23.325    |
| Cardito                 | 21.514    |
| Poggiomarino            | 22.408    |
| Vico Equense            | 20.263    |
| Ischia                  | 19.600    |
| Sant’Antonio Abate      | 18.963    |
| Terzigno                | 17.298    |
| Casavatore              | 18.225    |
| Cercola                 | 16.877    |
| Grumo Nevano            | 17.185    |
| Forio                   | 17.477    |
| Sorrent                 | 15.302    |
| Brusciano               | 15.891    |
| Frattaminore            | 15.367    |

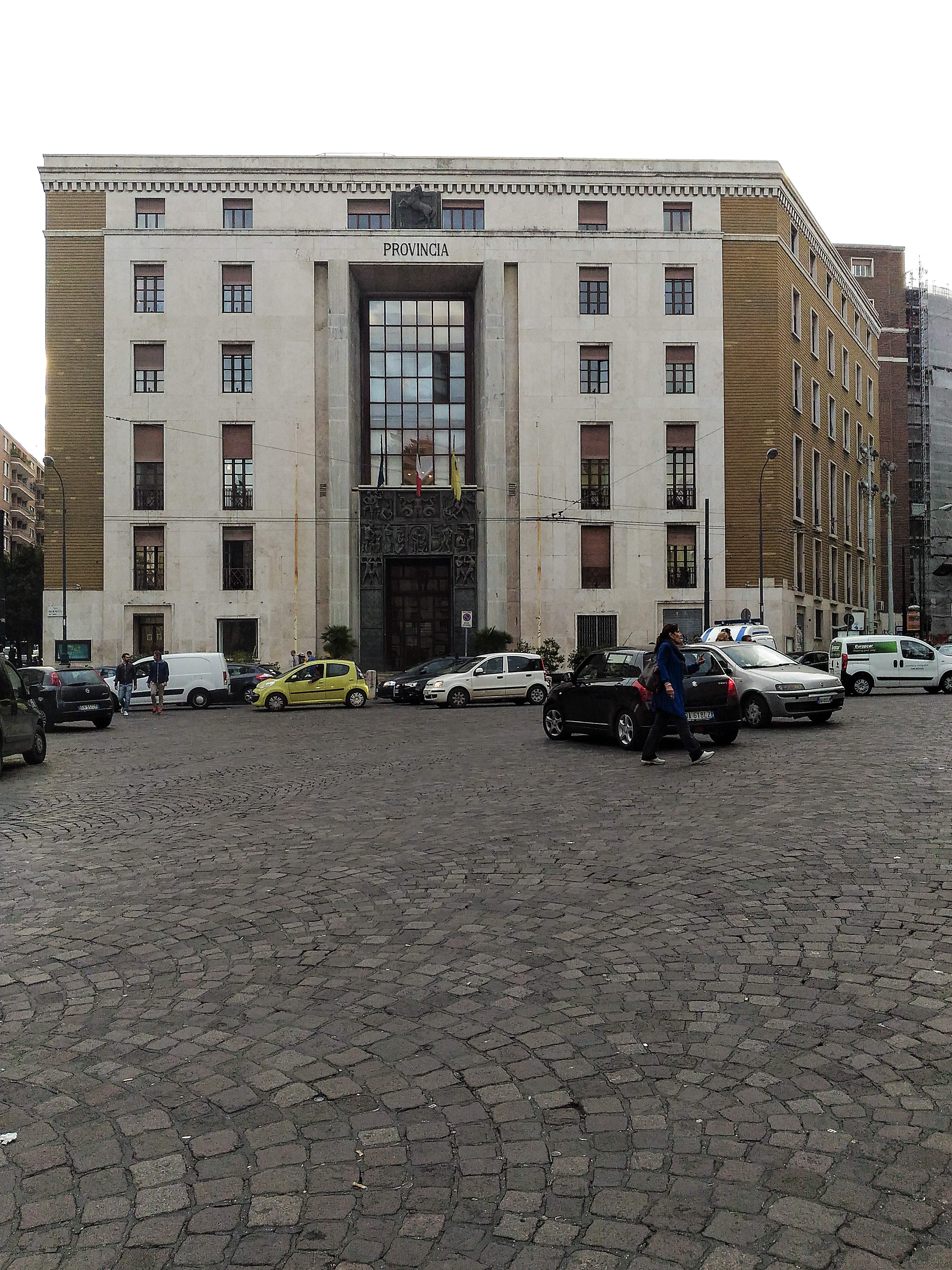
Neapel, Palazzo Matteotti, Regierungssitz der Metropolitanstadt

Die Lage der Gemeinde Neapel innerhalb der gleichnamigen Metropolitanstadt

Die Liste der Gemeinden in Kampanien beinhaltet alle Gemeinden der Metropolitanstadt mit Einwohnerzahlen.